# Villa Hermosa, La Romana
Villa Hermosa är en kommun i Dominikanska republiken.   Den ligger i provinsen La Romana. Antalet invånare är cirka 89 000.